# Моро, Луизон
Луизон Моро, настоящее имя Мари-Луиза Моро (фр. Louison Moreau; до 1668 — после 1692) — французская оперная певица (сопрано).

## Биография
Луизон (Луиза) Моро, певица Парижской оперы, родилась около 1668 года. Об обстоятельствах её жизни известно немного. Её дебют состоялся в ноябре 1680 года: она исполнила партию Мира (аллегорический образ) в прологе к «Прозерпине» Жана-Батиста Люлли. В труппу Парижской оперы входила также младшая сестра Луизы, Франсуаза, известная как Фаншон. С 1683 по 1692 год обе сестры фигурировали в списках состава как «мадемуазель Моро», и не всегда ясно, кто из них исполнял ту или иную роль.
Обе сестры Моро были известны своим участием в различных любовных историях. В частности, как Луизон, так и впоследствии Фаншон были любовницами дофина Франции Людовика. Когда, в результате другой связи Луизон, её беременность стала чересчур заметной, Люлли был вынужден отстранить её от постановок. Жан-Николя дю Тралаж в своих «Заметках и документах об истории парижских театров в XVII веке» (Notes et documents sur l’histoire des théâtres de Paris au XVIIe siècle, 1880) отмечал, что публика, высоко ценившая голос и актёрский талант Луизон, горячо приветствовала её возвращение на сцену через восемь месяцев. Однако в 1692 году певица окончательно покинула сцену. 